# تجربة تورشيللي

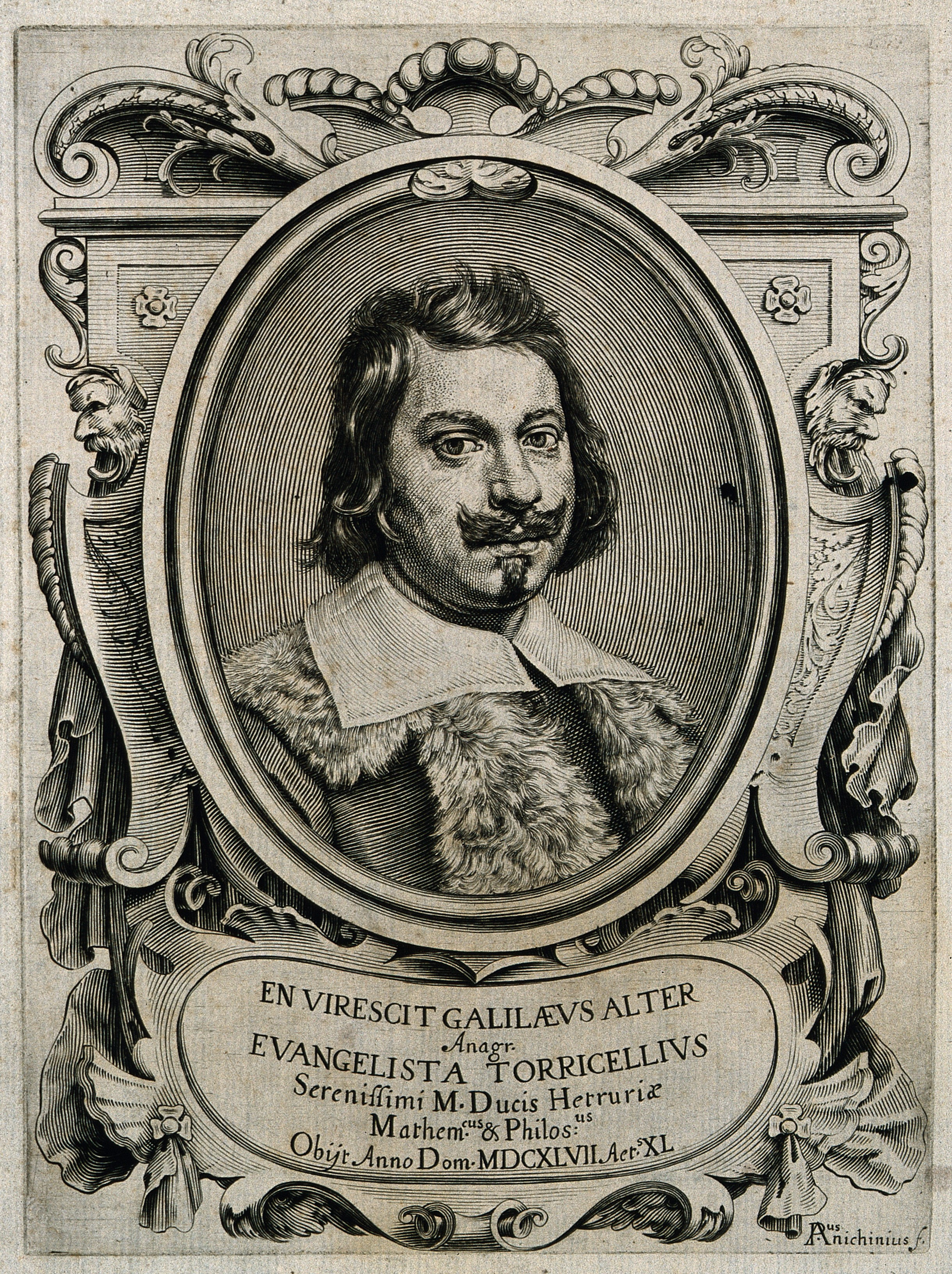
إيفانجليستا تورشيلليي- نقش خطي

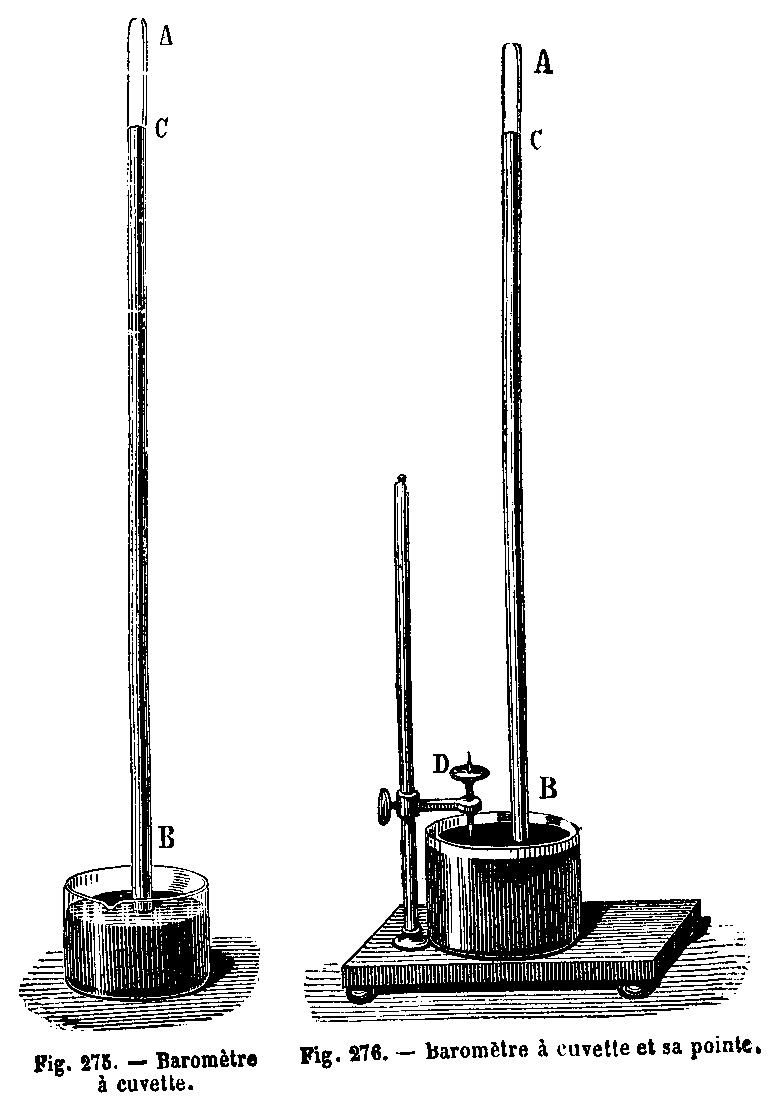
اخترع تورشيللي مقياس الضغط الزئبقي، وسجل ذلك في كتب كاميل فلاماريون (1923)

تجربة توريشيلي- أجريت عام 1643م، من قبل العالم إيفانجليستا تورشيللي (1608-1647م).في مدينة بيزا الإيطالية. وكان الغرض من التجربة، هو إثبات الضغط الجويهو مصدر الفراغ.

## سياق
تم تجاهل ضغط الغازات، مثل الهواء، أو إنكاره، أو اعتباره أمراً مسلماً به، لفترات طويلة من تاريخ البشرية، إلا أنه في وقت مبكر من القرن السادس قبل الميلاد، ادعى الفيلسوف اليوناني أنكسيمانس الملطي(نحو 588 - 525 ق. م) أن كل الأشياء أصلها الهواء، الذي يتغير ببساطة عن طريق مستويات مختلفة من الضغط. حبث كان بإمكانه ملاحظة تبخر الماء وتحوله إلى غاز، وشعر أن ذلك يمكن أن ينطبق حتى على المادة الصلبة. أدى الهواء المكثف إلى جعل الأجسام أكثر برودة وثقلًا، كما أدى الهواء المتمدد إلى جعل الأجسام أخف وزناً وأكثر سخونة. كان هذا أشبه بكيفية أن تصبح الغازات أقل كثافة عندما تكون أكثر دفئًا وأكثر كثافة عندما تكون أكثر برودة.
وذكر أرسطو(384 ق.م - 322 ق.م) في بعض كتاباته أن "الطبيعة تكره الفراغ"، وأن الهواء ليس له كتلة أو وزن. وقد أدت شعبية هذا الفيلسوف إلى أن يظل هذا الرأي سائداً في أوروبا لمدة ألفي عام. حتى جاليليو قبل بذلك.وفي أوائل القرن السابع عشر، زعم جاليليو أن مضخات الشفط قادرة على سحب المياه من البئر بسبب "قوة الفراغ" داخل المضخة. وبعد وفاة جاليليو، اقترح تورشيللي تفسيرًا آخر. فقد اقترح أن الهواء في الغلاف الجوي له وزن وأن قوة الغلاف الجوي التي تضغط على سطح الماء تدفع الماء إلى مضخة الشفط عندما يتم إخلاؤه.
وفي القرن السابع عشر، أجرى تورشيللي تجارب على الزئبق، والتي سمحت له بقياس وجود الهواء. حيث كان يغمس أنبوبًا زجاجيًا مغلقًا من أحد طرفيه في وعاء من الزئبق ويرفع الطرف المغلق منه، مع إبقاء الطرف المفتوح مغمورًا. ووزن الزئبق سوف يؤدي إلى سحبه إلى الأسفل، مما يترك فراغًا جزئيًا في الطرف البعيد. وقد عزز هذا من اعتقاده بأن الهواء أو الغاز له كتلة، مما يخلق ضغطًا على الأشياء المحيطة به. وساعد هذا الاكتشاف توريشيلي على أن يصل إلى الاستنتاج التالي:
| « | نحن نعيش مغمورين في قاع محيط من عنصر الهواء، والذي من المعروف من خلال التجارب التي لا تقبل الشك أن له وزنًا. | » |

وهذا الاختبار هو في الأساس أول مقياس ضغط موثق.
وفي عام 1647م، نشر فاليريانوس ماغنوس كتابه " ملاحظة بالعين Demonstratio ocularis ، والذي ادعي فيه أنه أثبت وجود الفراغ في بلاط ملك بولندا، لاديسلاوس الرابع ، في وارسو من خلال تجربة مماثلة لتلك التي أجراها تورشيللي قبل ثلاث سنوات. وبعد ثلاثة أشهر من إدعاء ماغنوس، نشر بليز باسكال كتابه "تجارب جديدة في الهواء الطلق" ، والذي يتضمن تفاصيل تجاربه البارومترية الأولى.
لقد ذهب باسكال إلى أبعد من تورشيللي، حيث جعل صهره يحاول إجراء التجربة على ارتفاعات مختلفة من على جبل، ووجد بالفعل أنه، كلما تعمقنا في محيط الغلاف الجوي، كلما زاد الضغط.

## إجراء

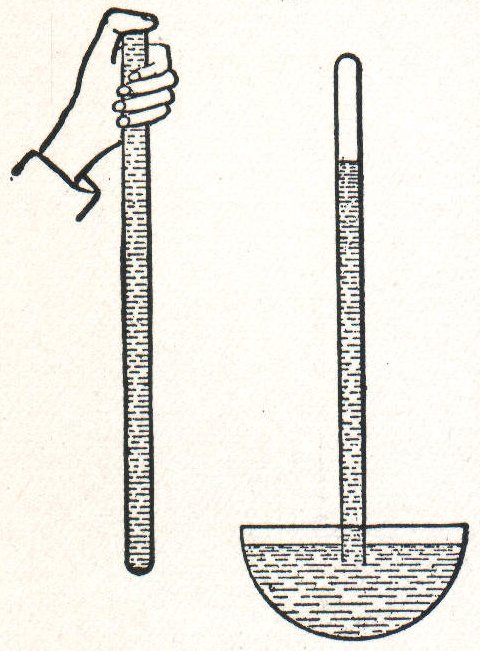

تعتمد تجربة تورشيللي على استخدام مقياس ضغط جوي بسيط لقياس ضغط الهواء، وذلك عن طريق تعبئته بالزئبق حتى 75% من الأنبوب. مع ضرورة إزالة أي فقاعات هواء موجودة في الأنبوب، وذلك عن طريق قلب الأنبوب عدة مرات. وبعد ذلك يتم تعبئة الأنبوب بالزئبق النظيف مرة أخرى حتى يمتلئ الأنبوب بالكامل. ثم يوضع البارومتر مقلوبًا على طبق مملوء بالزئبق. يؤدي هذا إلى سقوط الزئبق في الأنبوب إلى الأسفل حتى يصبح الفرق بين الزئبق على السطح، وفي الأنبوب حوالي 760مم. وحتى عندما يتم اهتزاز الأنبوب، أو حتى إمالته، فإن الفرق بين السطح وداخل الأنبوب لا يتأثر بسبب تأثير الضغط الجوي.

## نتائج

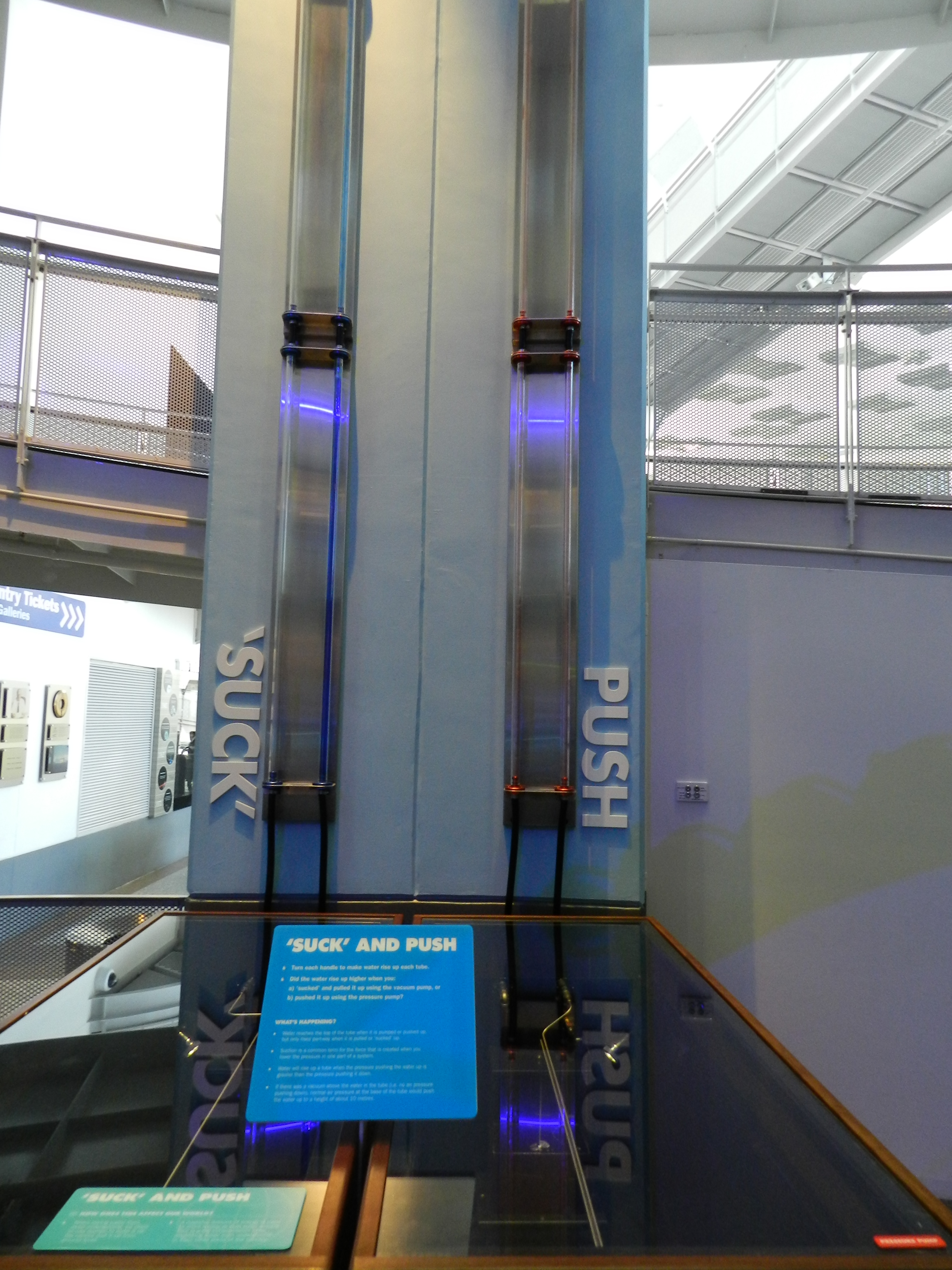
عرض مضخة توريشيلي في كويستاكون

وخلص تورشيللي من تجربته إلى أن السائل الزئبقي الموجود في الأنبوب مدعوم بالضغط الجوي الموجود على سطح السائل الزئبقي الموجود على الطبق. وأشار أيضًا إلى أن التغيرات التي تطرأ على مستوى السائل من يوم لآخر، ناجمة عن اختلاف الضغط الجوي. وتُسمى المساحة الفارغة في الأنبوب بالفراغ التورشيللي. ولتقدير المساهمات التي قدمها ورشيللي في هذا المجال، فقد وصف بعض العلماء الضغط بوحدات "تور" (المقطع الأول من تورشيللي)، والتي يتم تعريفها على النحو التالي:
1 تور = 1 ملم زئبق. هذا بالإضافة إلى الوحدات القياسية الآتية:
- 760 ملم زئبق = 1 ضغط جوي.
- 1 ضغط جوي = 1 013 ملي بار أو هكتوباسكال.
- 1 ملي بار أو هيكتوباسكال = 0.7502467 ملم زئبق.
- 1 باسكال = 1 نيوتن لكل متر مربع ( النظام الدولي للوحدات).
- 1 هكتوباسكال يساوي 100 باسكال.

## صور إضافية
- يتم تلوين الماء بـ برمنجنات البوتاسيوم لسهولة الرؤية.
- يتم سحب الأنبوب من الدلو إلى الطابق الثالث من المبنى ويتم ملاحظة النقطة التي يتوقف فيها السائل عن الارتفاع.
- تم التقاط الصورة من زاوية لأعلى أثناء إجراء تجربة تورشيللي.

## روابط خارجية
- شرح مصور لتجربة تورشيللي. (مشاهدة).
- شرح لطريقة عمل تجربة تورشيللين على اليوتيوب. (مشاهدة).